# Eleição para o Senado federal pela Califórnia em 2006
A eleição para o Senado dos Estados Unidos pelo estado americano da Califórnia em 2006 foi realizada no dia 7 de novembro daquele ano. A democrata Dianne Feinstein ganhou a reeleição para outro mandato de seis anos como senadora do estado.
Feinstein estava disputando a eleição contra o republicano Dick Mountjoy, que nunca tinha tido uma posição estadual, mas que havia sido senador estadual por vários anos. Também concorreram ao cargo o libertário Michael Metti, Don Grundmann, do Partido Independente, Todd Chretien, do Partido Verde, e Marsha Feinland, do Partido da Liberdade.
Nos resultados finais Feinstein obteve 5.076.289 votos; em segundo lugar veio Dick Mountjoy, que alcançou 2.990.822 votos; em terceiro ficou o verde Todd Chretien, com 147.074 votos, seguido por Michael S. Metti, do Partido Libertário, 133.851, e Marsha Feinland, representando o Partido da Paz, na sequência, com 117.764 votos. Os outros candidatos alcançaram 75.576 votos, enquanto os votos brancos somaram 357.583. Ao todo, 8.899.059 eleitores compareceram às urnas.